# Ślinianka przyuszna człowieka

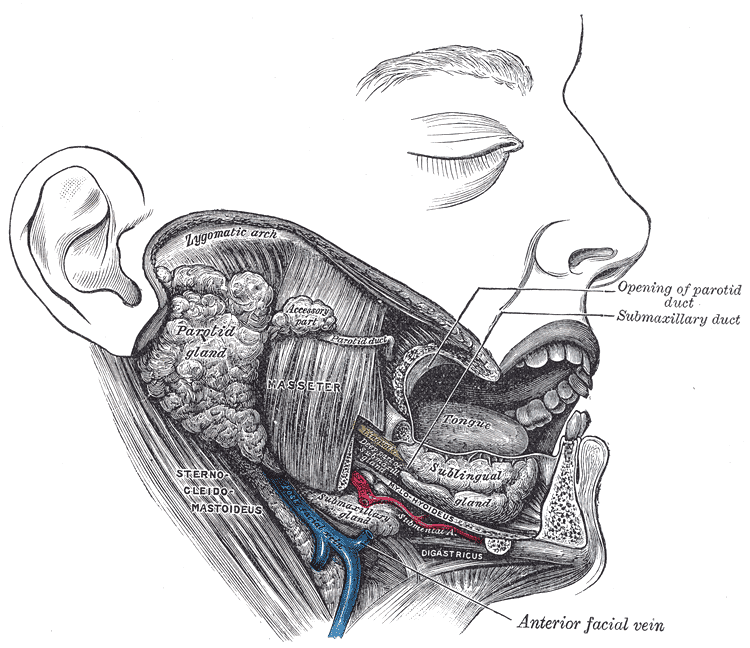
Rycina przedstawiająca gruczoły ślinowe prawej strony. Ślinianka przyuszna oznaczona jako Parotid gland. Widoczna także ślinianka przyuszna dodatkowa (Accessory part) oraz przewód Stenona (Parotid duct).

Ślinianka przyuszna lub dawniej przyusznica, (łac. glandula parotidea) – to gruczoł ślinowy, u człowieka duży, występujący parzyście. Jest największą ze ślinianek. Jej masa waha się od 20-30 g. Położona jest na bocznej powierzchni twarzoczaszki.

## Podział i topografia
- część powierzchowna (płat powierzchowny)- leży pomiędzy żuchwą a przewodem słuchowym zewnętrznym. Jej tylny brzeg dochodzi do górno-przedniej powierzchni mięśnia mostkowo-obojczykowo-sutkowego oraz do torebki stawu skroniowo-żuchwowego i chrząstki przewodu słuchowego zewnętrznego. Przedni brzeg ślinianki zachodzi na gałąź żuchwy i tylny brzeg mięśnia żwacza. Ku górze ślinianka przyuszna dochodzi do wyrostka jarzmowego, a ku dołowi (biegun dolny) do kąta żuchwy, stykając się często ze ślinianką podżuchwową. Nad częścią boczną płata przebiegają gałązki nerwu usznego wielkiego (←splot szyjny).
- część głęboka (płat głęboki), wyrostek zażuchwowy - leży schowana w dole zażuchwowym. Jej tylny brzeg dochodzi do brzuśca tylnego mięśnia dwubrzuścowego oraz do mięśnia mostkowo-obojczykowo-sutkowego. Część przednia dochodzi do mięśnia skrzydłowego przyśrodkowego. Część głęboka przyśrodkowo przylega do przestrzeni przygardłowej, stanowiąc jej boczne ograniczenie.

Ślinianka przyuszna w całości pokryta jest powięzią łącznotkankową, która tworzy jej torebkę. Od torebki do wnętrza gruczołu wnikają liczne beleczki łącznotkankowe, dzieląc go na zraziki. Powięź ta przedłuża się ku przodowi, pokrywając mięsień żwacz (powięź przyuszniczo-żwaczowa).

## Zawartość ślinianki przyusznej
W miąższu ślinianki przyusznej biegną ważne struktury anatomiczne. Do najważniejszych z nich należą:
- nerw twarzowy – biegnie najbardziej powierzchownie. Dzieli on gruczoł na część powierzchowną i głęboką. Wewnątrz ślinianki nerw twarzowy rozkrzewia się na liczne gałęzie, tworząc splot wewnątrzprzyuszniczy (łac. plexus intraparotideus).
- żyła zażuchwowa – biegnie prawie pionowo z góry na dół przyśrodkowo od nerwu twarzowego. Uchodzi do żyły twarzowej.
- tętnica szyjna zewnętrzna biegnie najgłębiej wewnątrz gruczołu. Wewnątrz przyusznicy oddaje ona następujące gałęzie:
  - tętnica uszna tylna
  - tętnica poprzeczna twarzy

A następnie, także wewnątrz przyusznicy, dzieli się na gałęzie końcowe:
- - tętnica skroniowa powierzchowna
  - tętnica szczękowa
- węzły chłonne przyusznicze (powierzchowne i głębokie). Zbierają one chłonkę z jamy nosowej, częściowo z oczodołu i bocznej powierzchni oka, powiek, przewodu słuchowego zewnętrznego oraz z bocznej powierzchni małżowiny usznej. Węzły te drenują chłonkę do węzłów chłonnych szyjnych, zarówno powierzchownych jak i głębokich.

## Przewód Stenona
Przewód Stenona lub przewód Stensena, czyli inaczej przewód wyprowadzający ślinianki przyusznej (łac. ductus parotideus). Posiada grubą ścianę. Jego długość waha się od 3 do 5 cm. Powstaje na przednim brzegu ślinianki, następnie biegnie poziomo ku przodowi 1 cm poniżej łuku jarzmowego na zewnętrznej powierzchni mięśnia żwacza. W tym miejscu z przewodem Stenona związana jest ślinianka przyuszna dodatkowa (łac. glandula parotis accesoria), która niekiedy występuje jako drobne skupisko zrazików gruczołowych niezwiązanych z zasadniczym miąższem przyusznicy. Potem zagina się do przyśrodka, przechodząc przez przedni brzeg ciała tłuszczowego policzka i przebija mięsień policzkowy. Uchodzi w przedsionku jamy ustnej na brodawce przyuszniczej (łac. papilla parotidea) na wysokości drugiego górnego zęba trzonowego.

## Unaczynienie i unerwienie ślinianki przyusznej
Tętnice:
- t. skroniowa powierzchowna
- gałązki od t. szyjnej zewnętrznej

Żyły drenujące krew z przyusznicy uchodzą do żyły zażuchwowej.
Nerwy:
- n. uszno-skroniowy – doprowadza włókna czuciowe i przywspółczulne.

Unerwienie przywspółczulne przyusznicy biegnie drogą:
n. językowo-gardłowy→n. bębenkowy→splot bębenkowy→n. skalisty mniejszy→zwój uszny→gałąź łącząca z nerwem uszno-skroniowym→n. uszno-skroniowy→gałęzie łączące z n. twarzowym→n. twarzowy→zraziki ślinianki przyusznej.
- splot współczulny tętnicy skroniowej powierzchownej prowadzi włókna współczulne do ślinianki[1]

Naczynia chłonne drenują chłonkę do węzłów chłonnych szyjnych.